# چرا داروین مهم است
چرا داروین مهم است: یک دعوی علیه طراحی هوشمند (به انگلیسی: Why Darwin Matters: The Case Against Intelligent Design) کتابی نوشته مایکل شرمر در سال ۲۰۰۶ است. شرمر در این کتاب، به عنوان یک تاریخدان علم، علت غیر علمی بودن طراحی هوشمند، چگونگی هماهنگی علوم مختلف در تأیید تکامل، و علت در جنگ بودن دین و علم را توضیح می‌دهد. شرمر به عنوان فردی که در گذشته معتقد به آفرینش‌گرایی زمین جوان بوده‌است در این عقاید تفحص می‌کند و این دعوی‌ها را به نقد می‌کشد.
تکامل روی داده‌است و نظریه‌ای که تکامل را توضیح می‌دهد یکی از قوی‌ترین اسناد علمی را داراست. پس چرا نیمی از مردم آمریکا آن را رد می‌کنند؟ به نظر شرمر علت این امر ترس از بی‌خدایی و تصور از دست دادن هدف غایی است. این دلایل روانی هستند؛ مثل درک این نکته فروکش‌کننده خودپرستی که ما انسان‌ها هم مانند دیگر حیوانات هستیم. به علاوه دلایل سیاسی نیز برای این مخالفت وجود دارد، از جمله یکی دانستن تکامل با نسبیت اخلاقی در سیاست دست راستی، و ارتباط دادن تکامل با اصلاح نژاد و داروینیسم اجتماعی از سوی چپ‌ها است.
کریستوفر هیچنز دربارهٔ این کتاب نوشته‌است؛ «او با مهارت جرم‌شناسانه و جدلی خود می‌توانست آنان را نیست ونابود کند: ولی در عوض با گشاده‌دستی از آنان می‌خواهد تا وقت خودشان (و ما) را نگیرند و به کار واقعی بپردازند.» استیون پینکر می‌نویسد: «کتابی خواندنی و محققانه دربارهٔ مطلبی که شاید مهمترین موضوع علمی عصر ما باشد. هر کسی که گرفتار این فکر شده که اختلاف علمی واقعی دربارهٔ تکامل به وسیله انتخاب طبیعی وجود دارد یا چرا داروین مهم است روشن خواهد شد.